# Wereldkampioenschap Formula 3 powerboatracing
Het Wereldkampioenschap Formula 3 powerboatracing was een door de Union Internationale Motonautique (UIM) georganiseerd wereldkampioenschap in de formula 3 van het powerboatracing. 

## Erelijst
| Editie | Jaar | Goud                | Zilver             | Brons               |
| ------ | ---- | ------------------- | ------------------ | ------------------- |
| 1      | 1981 | Lasse Ström         | John Hill          | Cor Krouwel         |
| 2      | 1982 | Rick Frost          | Lasse Ström        | Enrico Vidoli       |
| 3      | 1983 | Fabrizio Bocca      | Lennart Ström      | John Grootegoed     |
| 4      | 1984 | Andrew Elliott      | Dario Grassini     | John Grootegoed     |
| 5      | 1985 | Lennart Ström       | Peter Walusch      | Bill Marshall       |
| 6      | 1986 | Lennart Ström       | Andrew Elliott     | Piergiorgio Chiappa |
| 7      | 1987 | Piergiorgio Chiappa | Andrew Elliott     | Lennart Ström       |
| 8      | 1988 | Lennart Ström       | Jan De Vreng       | Peter Walusch       |
| 9      | 1989 | Andrew Elliott      | Lennart Ström      | Peter Walusch       |
| 10     | 1990 | Lennart Ström       | Andrew Elliott     | Danny Bertels       |
| 11     | 1991 | Danny Bertels       | Ken McCrorie       | Rudolf Mihaldinezc  |
| 12     | 1992 | Danny Bertels       | Gert Ladefoged     | Rudolf Mihaldinezc  |
| 13     | 1993 | Danny Bertels       | Paul Blackburn     | Ken McCrorie        |
| 14     | 1994 | Rudolf Mihaldinezc  | Paul Blackburn     | Guido Ongaro        |
| 15     | 1995 | Ian Andrews         | Paul Blackburn     | Rudolf Mihaldinezc  |
| 16     | 1996 | Rudolf Mihaldinezc  | Ian Andrews        | Steve Hill          |
| 17     | 1997 | Steve Hill          | Rupert Temper      | Ian Andrews         |
| 18     | 1998 | Ken McCrorie        | Steve Hill         | Rudolf Mihaldinezc  |
| 19     | 1999 | Peter Sandor        | Rudolf Mihaldinezc | Steve Hill          |
| 20     | 2000 | Ian Andrews         | Robin Stoddard     | Peter Sandor        |
| 21     | 2001 | Peter Sandor        | Jaimey Stallard    | Marcel Meiberg      |
| 22     | 2002 | Marc Rolls          | Bela Cserni        | Johan Coenradi      |
| 23     | 2003 | Jaimey Stallard     | Bela Cserni        | Paul Scott          |
| 24     | 2004 | Johan Coenradi      | Bela Cserni        | Sven Hamer          |